# José Claramunt
José Claramunt Torres (Puzol, Valencia, 10 de julio de 1946) más conocido como Pepe Claramunt, es un exfutbolista español que militó toda su trayectoria deportiva en el Valencia C. F.. Durante su carrera llevó el 7, el 8, el 10 y el 11 en la espalda, y en la madurez se convirtió en el 6, pero aunque siempre le gustó la banda derecha, era irreductible en cualquier puesto del medio campo.
Se formó en las categorías inferiores del Valencia C. F., aunque en su etapa juvenil estuvo cedido en el Atlético Saguntino. No obstante, siempre contó con la confianza de los técnicos llegando a ser convocado por el entonces entrenador del primer equipo Mundo, para una gira por América en el año 1966 incluyendo la Pequeña Copa del Mundo de Clubes, cuando apenas contaba con 20 años de edad, produciéndose su debut con el primer equipo el 11 de septiembre de 1966.
Antes de los 22 años era habitual en la selección de fútbol de España. El juego aéreo era su única laguna dada su escasa estatura. Paraba, mandaba, conservaba, circulaba, tocaba con precisión y goleaba bastante más de lo que correspondía a su puesto. Durante mucho tiempo fue el lanzador de penaltis del equipo, los ejecutaba con sencillez, mediante un disparo potente y ladeado donde no podía llegar el portero.
Alfredo Di Stéfano marcó su plenitud con tan sólo 24 años, retrasó su posición y se convirtió en un mediocentro a la antigua, aliado en el medio con otro histórico, Paquito García. Ya entonces indiscutible en la selección acabó siendo el capitán. 
En total con el Valencia C. F. disputó 381 partidos oficiales en los que anotó 83 goles, estando distribuidos de la siguiente manera:
- Primera división: 295 partidos en 12 temporadas y 60 goles.
- Copa del Rey: 55 partidos y 15 goles.
- Copa de Europa: 5 partidos y 2 goles.
- Copa de la UEFA: 26 partidos y 6 goles.

## Selección nacional
Fue internacional con la selección nacional de fútbol de España en 29 ocasiones. La precocidad con la que debutó en el Valencia CF también fue manifiesta en la selección nacional, a la que llegó apenas un año después de debutar en la máxima categoría, el 28 de febrero de 1968 en un partido contra Suecia. Además consiguió ser el primer valenciano capitán de la selección española.
Ha marcado un total de 4 goles con su selección.

## Clubes
| Club           | País   | Año       |
| -------------- | ------ | --------- |
| Valencia C. F. | España | 1966-1978 |

## Títulos

### Campeonatos nacionales
- 1 Liga española (Valencia CF temporada 1970-1971)
- 1 Copa del Generalísimo (Valencia CF 1967)

Además también disputó otras tres finales de la copa del Generalísimo en concreto las de 1970, 1971 y 1972

## Participaciones en Copas del Mundo
No disputó ninguna fase final de un mundial ya que la selección española no se clasificó. No obstante sí disputó las fases previas del mundial de México 1970 y del mundial de Alemania 1974.